# 正面健司
正面 健司（しょうめん けんじ、1983年5月1日 - ）は、日本の元ラグビー選手。

## プロフィール
- 大阪府守口市出身
- 身長：175cm　体重：85kg
- ニックネームはけんじ、けんちゃん
- ポジションはスタンドオフ(SO)、フルバック(FB)
- 2002年アジア競技会で初キャップ
- 日本代表キャップ数は2。（2015年現在）
- ラグビーマガジンにて高校生でルーキーオブザイヤーに選ばれる。

## 経歴
- 1999年～2001年　東海大仰星高校
  - 1年からレギュラーで三度花園出場、うち79回大会で全国優勝。80、81回大会ではベスト8。
- 2002年～2005年　同志社大学ラグビー部
- 2006年[1]～2009年4月　トヨタ自動車ヴェルブリッツ
- 2009年6月～2019年3月　神戸製鋼コベルコスティーラーズ
- 2019年4月[2]～2021年4月[3]　近鉄ライナーズ
- 2015年11月　トップリーグ通算100試合出場達成[4]。